# 安芸市消防本部
安芸市消防本部（あきししょうぼうほんぶ）は、高知県安芸市の消防部局（消防本部）。管轄区域は安芸市と安芸郡芸西村全域。芸西村は安芸市に消防事務を委託している。

## 概要
- 消防本部： 安芸市西浜190番地1
- 管内面積：356.80km2
- 職員数：38人
- 消防署1カ所

### 主力機械
参考：平成29年版安芸市消防年報。（2018年4月1日現在）

- 消防ポンプ自動車（CD‐Ⅰ型）：1
- 水槽付消防ポンプ自動車（水Ⅰ‐A型）：1
- 予備ポンプ車：1
- 救急車（2B型）：1[3][4][5]
- 高規格救急自動車：2（内1台予備車）[4][6]
- 救助工作車：1
- 指揮車：1
- 多機能車：1
- 軽多目的車：1[2][7]
- 広報車：1

## 沿革
- 1967年4月1日 安芸市消防本部・消防署が発足する。（安芸市矢ノ丸3丁目1-33）
- 1971年4月 救急業務を開始する。
- 1974年4月 安芸郡芸西村の消防業務の一部を受託する。
- 2013年3月25日 安芸市西浜190番地1に安芸市消防防災センターが完成し、消防本部・消防署が移転して業務を開始する。

## 組織
- 本部 - 消防課 - 総務係、予防係、警防係、救急救助係
- 消防署

## 消防署
| 消防署       | 住所         |
| ------------ | ------------ |
| 安芸市消防署 | 西浜190番地1 |